# Manaca
manaca（日语：マナカ）為可重複加值、非接觸式的智慧卡（IC卡）形式之乘車票證。已於2011年2月11日啟用，並可適用在名古屋鐵道、名鐵巴士、名古屋臨海高速鐵道（青波線）、名古屋導向巴士、豐橋鐵道等公司的路線上。

## 簡介

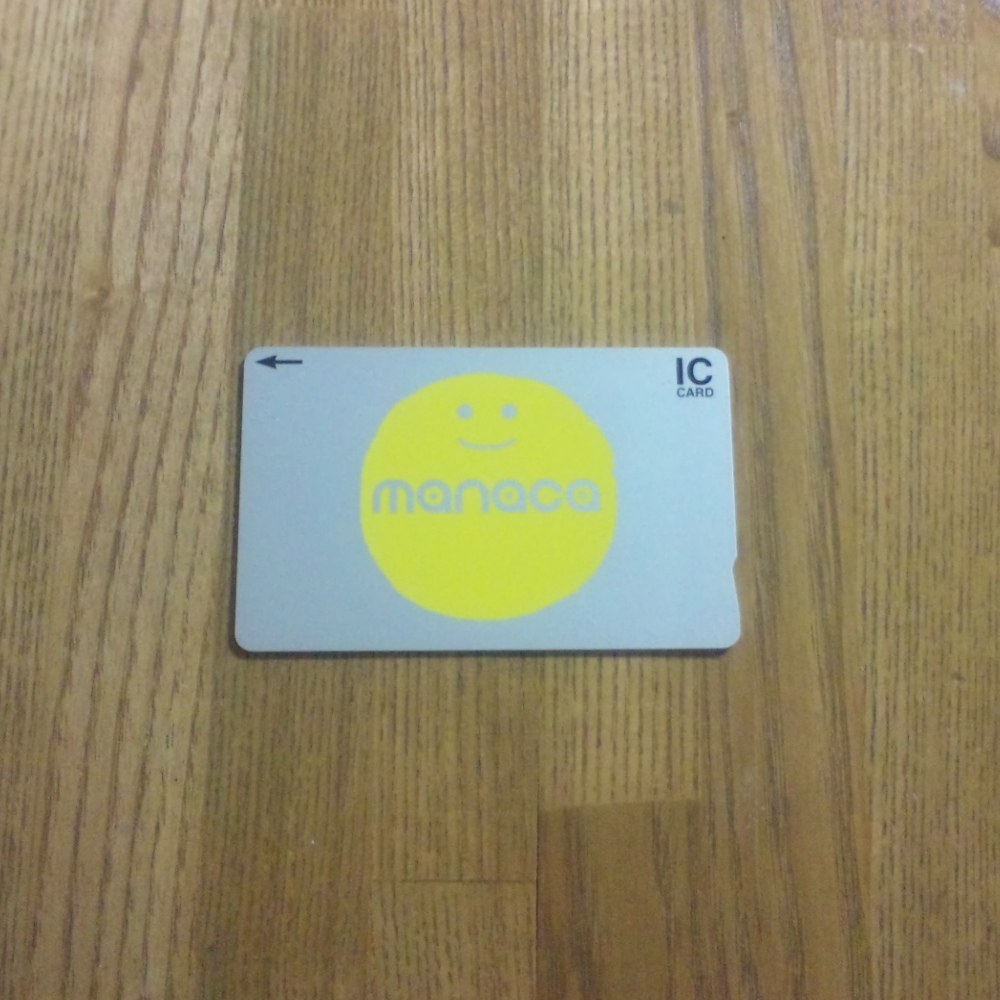
本圖為名古屋市交通局所發行之manaca（非記名式）。

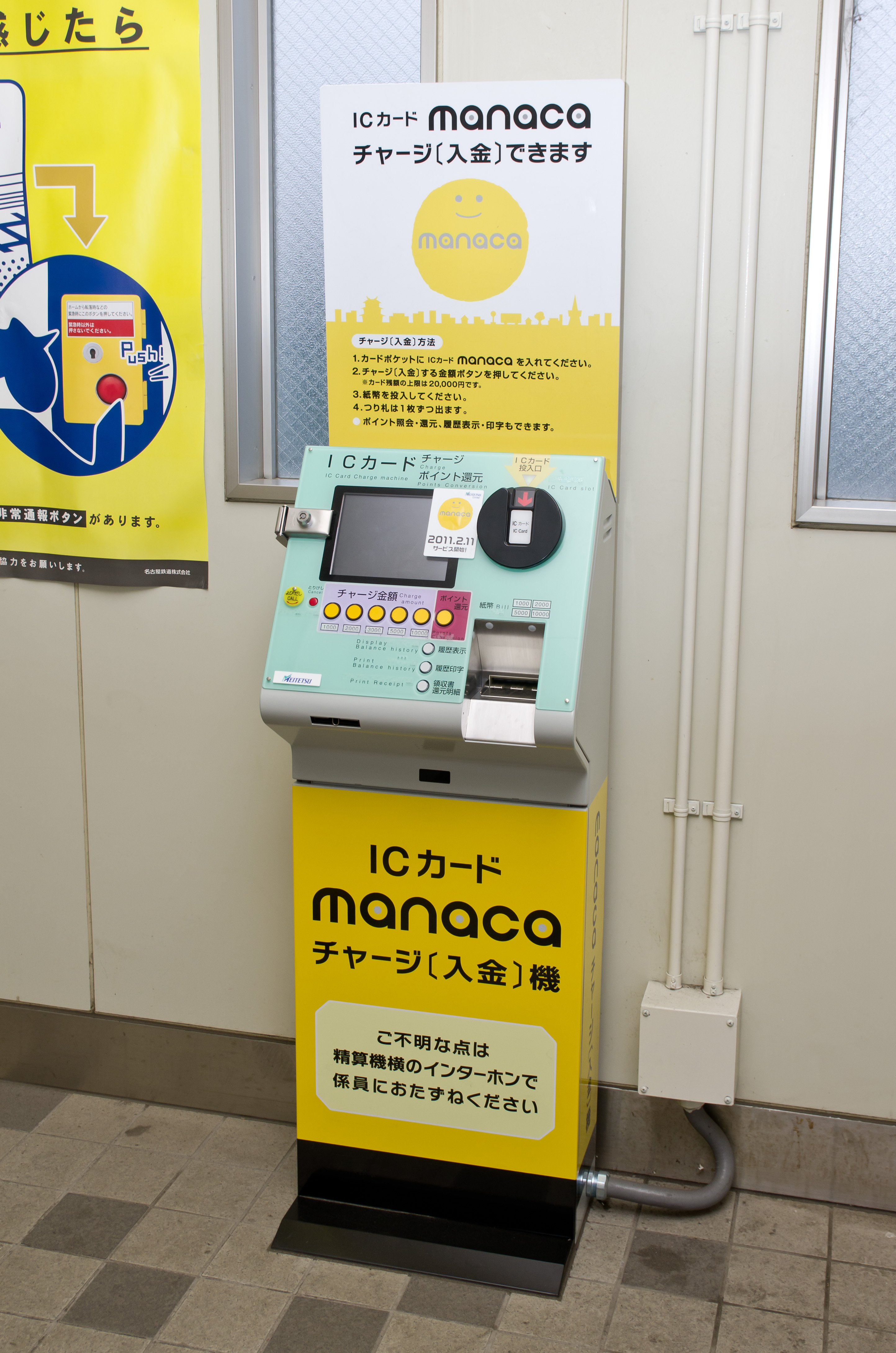
於名古屋鐵道之站內所設置之加值機

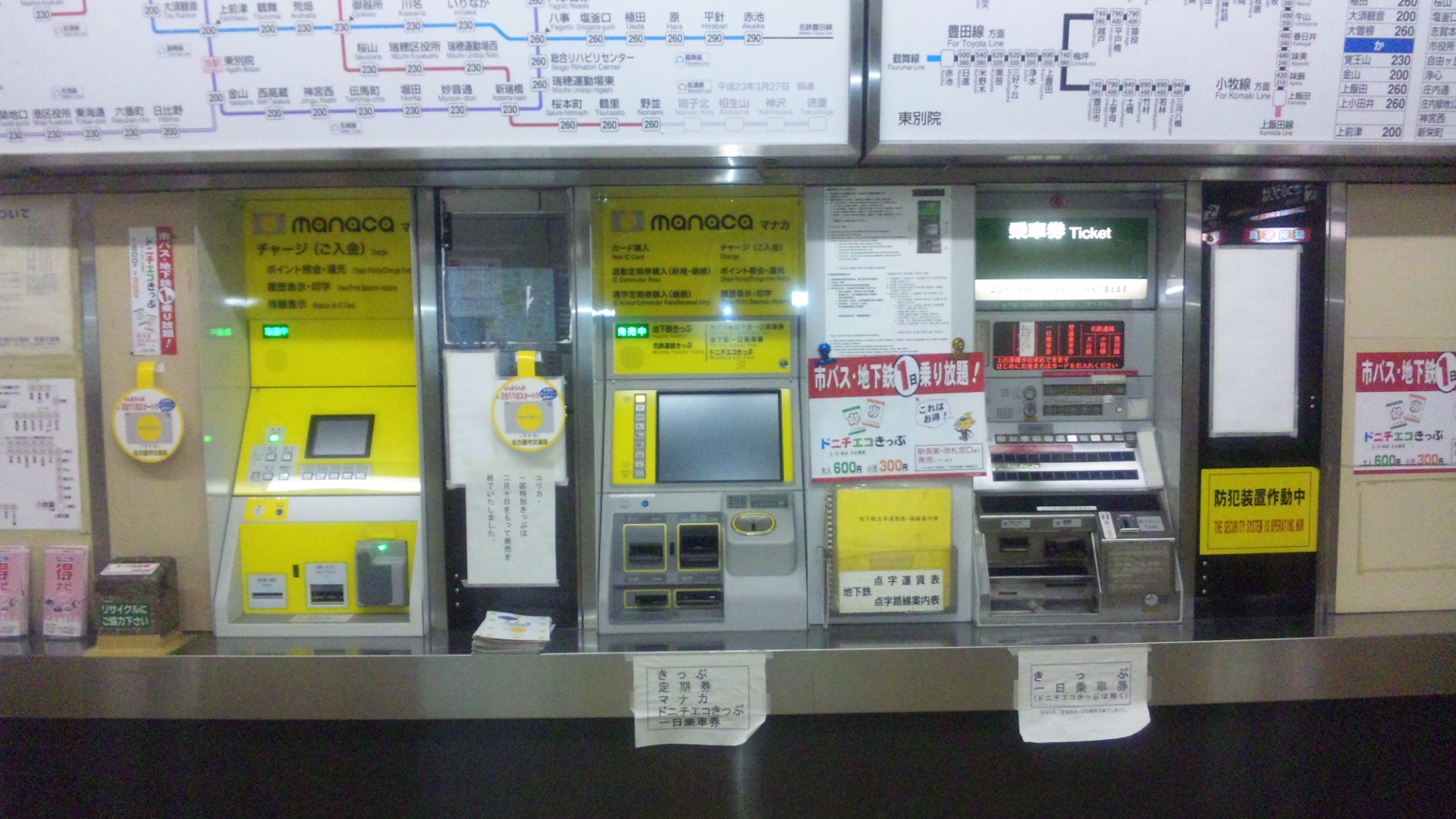
各式之售票機（名古屋市營地下鐵東別院車站）
位於左方與中央者為manaca專用售票機

manaca與Suica、ICOCA等IC乘車卡均皆採用預付方式，並直接可使用電子錢包功能。
此外，並引進日本國內所有IC乘車卡中，首度引進以乘車票券，依照該使用金額與使用次數後，附加「里程積點」之外，在特約加盟店中使用「電子錢包」功能，並依所使用的金額後，附加「電子錢包點數」（本項功能僅限名鐵旗下發行之manaca才能使用）。本卡分為一般卡與月票卡，並且有分記名式與非記名式之2種形式，其中記名式票卡才能夠進行補發手續。
本卡之名稱「manaca」源自日文中「正中央」（真ん中；Mannaka）的諧音，取以名古屋為中心的中京圈在地理上是位於全日本正中央的源由，象徵中京地區的各家公共運輸系統公司攜手相互合作之涵義，並且有「連貫日本正中央，串連你我日常生活的IC卡」之意。
名鐵集團（名鐵、名鐵巴士、豐橋鐵道）販賣的manaca是由名鐵集團旗下的「株式會社MIC」發行；名古屋市地下鐵、名古屋臨海高速鐵道、名古屋導軌巴士所販賣的manaca，則由名古屋市出資的「名古屋交通開發機構株式會社」發行。

## 使用範圍

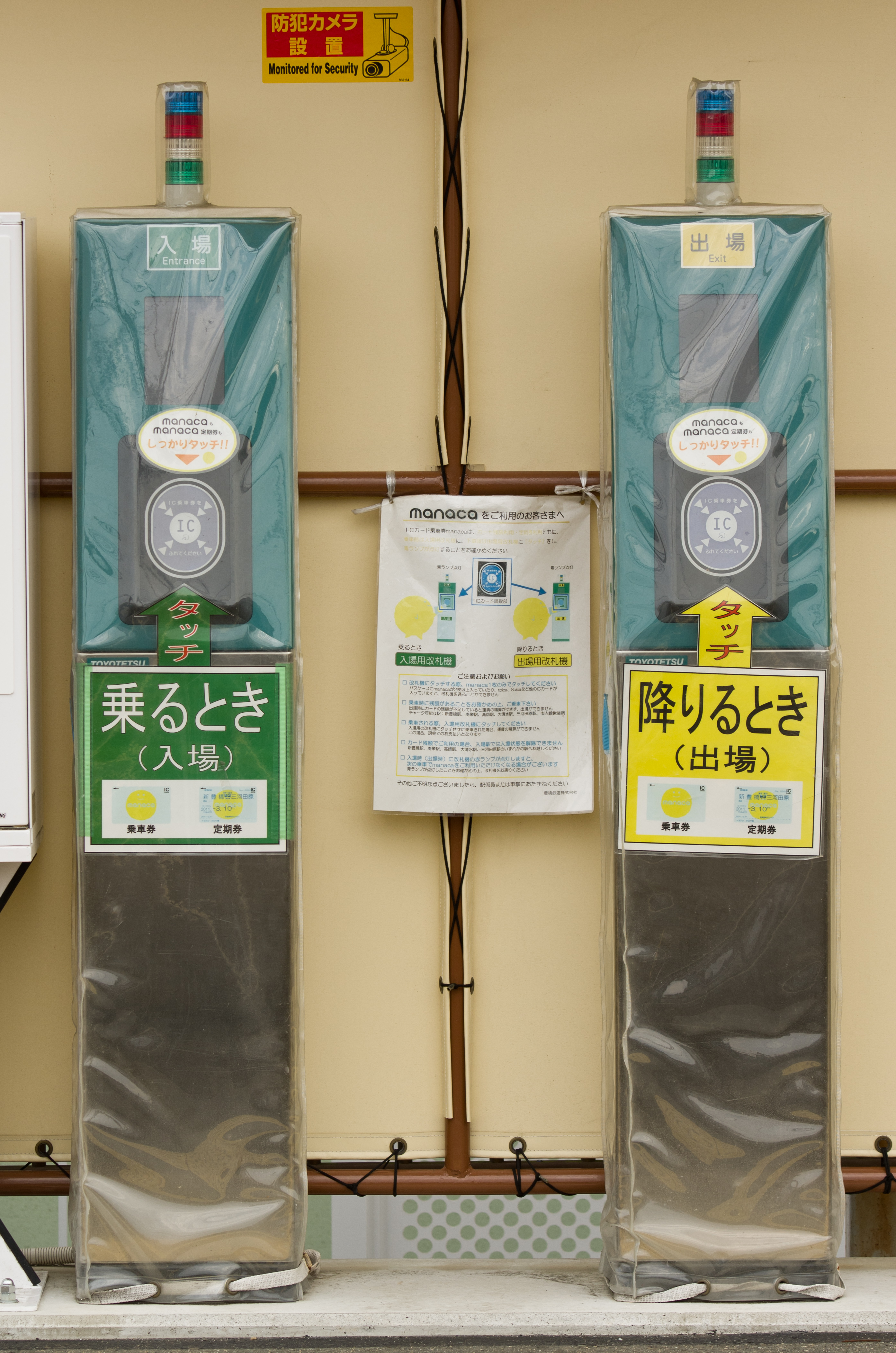
豐橋鐵道渥美線車站的簡易閘機

引入manaca公司與使用範圍如下。若無特別標記則由服務開始的2011年（平成23年）2月11日起啟用。
以下只限記載交通機關。
名古屋鐵道
- 除蒲郡線三河鳥羽站—蒲郡站間與廣見線明智站—御嵩站間外全線
  - 未引入路段視為特例。

名鐵巴士
- 一般路線巴士全線（蒲郡地區於2018年7月1日引入。名鐵東部交通運行的西尾地區路線於2024年2月3日引入。）
- 高速巴士
  - 以下路線全部班次
    - 愛知學院大學線
    - 桃花台線
    - 名古屋長島溫泉高速巴士（與三重交通共同運行）
    - 豐田—Centrair線
    - 藤丘—Centrair線
    - 名古屋市內—Centrair線

  - 以下路線只限名鐵巴士運行班次使用（其他公司運行班次不可使用）。
    - 多治見線
    - 名古屋關美濃線

- 名鐵巴士受托運行以下的社區巴士
  - 向日葵巴士（豐明市）
  - 春日井城市巴士（春日井市）
  - i-巴士（一宮市）
  - 回轉巴士（日進市）
  - N-巴士（長久手市）
  - 津島市接觸巴士（津島市）
  - Ankuru巴士（安城市，只限0系統循環線、6系統西部線、7系統作野線可用）
  - 迷你巴士（知立市，只限2、3、4部分可用。2020年10月1日起1、5部分亦可用。）
  - 豐田過來巴士（豐田市，名鐵巴士以外除一部分由豐榮交通、Ohwa負責運行的路線外可用）
  - 友誼巴士（碧南市、西尾市）

名古屋市交通局
- 市巴士全線
- 市營地下鐵全線

愛知高速交通
- Linimo全線（2016年3月12日引入）

名古屋臨海高速鐵道
- 青波線全線

名古屋導向巴士
- Yutorito Line全線

豐橋鐵道
- 渥美線、市內線全線

名鐵海上觀光船
- 河和港開或師崎港開的班次（乘船券窗口只限以電子錢包支付購買船票可用。）

知多乘合（知多巴士）
- 東海市、大府市、知多市的全域及東浦町一部分運行的路線巴士（2022年2月11日引入）。
  - 使用紀錄為「名鐵巴士」。

- 知多乘合（知多巴士）委托以下的社區巴士
  - 接觸巴士（大府市）（2023年4月1日引入）
  - Ranran巴士（東海市）（2023年4月1日引入）

北陸鐵道（北鐵巴士）
- 城下町金澤周遊巴士與金澤點亮巴士（2022年10月17日引入）
  - 使用紀錄為「名鐵巴士」。

- 上述之中，北鐵站前中心與金澤站東口巴士總站北鐵集團導覽所購入金澤市內1日自由乘車券，或金澤站西口北鐵巴士候車室與小松機場近1號月台的自動售票機時，可作為電子貨幣使用。

名鐵東部交通
- 西尾路線巴士（2024年2月3日引入）
  - 使用紀錄為「名鐵巴士」。

### 預定引入
岐阜乘合自動車（岐阜巴士）
- 2024年3月2日引入。

豐鐵巴士
- 2025年3月15日引入。

### 互相使用

互相使用關係

與其他IC卡乘車券互相使用，首先與JR東海的TOICA乘車券機能互相使用及IC聯絡定期券的發售於2012年（平成24年）4月21日開始。
2013年（平成25年）3月23日包括manaca在內日本全國10種IC乘車卡開始互相使用。此時名古屋臨海高速鐵道（青波線）、名古屋導向巴士（Yutorito Line）尚未加入「交通系IC卡全國互相使用」，除manaca、TOICA以外個別互相使用只限Suica可用，2016年3月12日起青波線、Yutorito Line也加入全國互相使用服務。同日起愛知高速交通東部丘陵線（Linimo）也引入manaca（與名古屋市交通局的聯絡IC定期也開始發售），同時加入交通系IC卡全國互相使用服務。
愛知環狀鐵道則於2019年3月2日起啟用交通系IC卡。愛知環狀鐵道亦為TOICA範圍。至此，manaca範圍交通系IC卡不能使用的交通公司只餘下東海交通事業城北線。
2016年4月1日起，三重交通IC卡系統emica引入，三重交通路線巴士（除一部分路線外）也可使用manaca。但是三重交通巴士不能使用emica以外的交通系IC卡加值（三重交通巴士車內與emica的加值機不能加值manaca等交通卡），餘額不足時需使用現金支付。受三重交通所托，飛島巴士亦於2021年4月1日起啟用emica及manaca等的交通系電子貨幣。
岐阜巴士引入了獨自的IC卡乘車券ayuca，與系統不同，當時的使用者缺乏強力需求，故此互相通用被推遲。只有高速名古屋關美濃線的岐阜巴士班次可以使用ayuca，而名鐵巴士班次則可使用manaca。然而，2017年9月9日至2021年5月31日期間由於岐阜巴士單獨運行而無法使用manaca。有使用者要求岐阜巴士啟用manaca，但受費用等所限未有實現。截至2022年12月10日，公佈了廢除ayuca，預定將於2024年春頃以交通系IC卡型式引入manaca為方針。manaca等的交通系IC卡的使用將以修改機器的方式實施。。
- 豐鐵巴士（日语：豊鉄バス）公佈將於2025年春頃以交通系IC卡型式引入manaca[37]。

- 青波交通（日语：あおい交通）上述未有記載的社區巴士路線，截至2023年2月仍然未有預定引入manaca。[38]。

### 里程積點制度
manaca採用了如同航空公司所實施之「哩程積點」服務。其點數回饋率則依各交通事業者之規定有所不同。
本制度採按月計算，並所依使用之金額或次數，於次月時將贈送點數附加到該manaca中。本里程點數服務可在自動售票機等處，將獲贈點數轉移至manaca中後，可當作電車或巴士之車資來利用。

## 電子錢包功能

### 加盟店家與自動販賣機
在名古屋市交通局部分，於站內販售亭及地下街等處可提供使用電子錢包功能之店家，一開始共有88間業已啟用。 店家數量以900間為目標。另外，在同時引進本服務之名古屋鐵道公司，也同樣表示在站內販售亭、或是在該鐵路沿線的各商業設施中可對應電子錢包功能，未來則朝著能將旗下子公司名鐵協商所經營的停車場、還有該集團內的計程車等事業群加入使用電子錢包之功能。。
在便利商店部分，已在愛知縣境內之OK便利商店共計325家店中啟用了manaca電子錢包服務。在2011年3月7日起，本服務則擴展至共1,040家店實施。因該公司已於同年1月26日起，在岐阜、三重與靜岡之各縣中共計800家店中啟用了TOICA電子錢包功能，所以一當與TOICA可互通使用後，manaca也可以在上述各縣中的店內進行使用電子錢包功能。此外，在關於愛知縣內中一部分之全家便利商店及CoCo便利商店，也預定在之後可用manaca來進行消費。
在地下鐵與名古屋鐵道沿線上之自動販賣機及証件照相亭，在manaca啟用後之同時，也已有部分機器可用manaca進行付費使用（manaca電子錢包服務開始時，共計自動販賣機179台及証件照相亭54台，可用manaca來進行付費）。

### 電子錢包點數制度「Tamarun」
「Tamarun」是將由MIC公司所發行之記名式manaca與manaca月票卡，於辦卡後的隔天中午以後，以透過電腦或是手機進行「Tamarun」入會手續後才可使用之電子錢包點數制度 申辦完成之後，必須是要在除了是manaca之電子錢包加盟店外，還該店需要為「名鐵manaca點數服務」之加盟店，並限以manaca來進行購物消費的情況下，才會加贈該消費後之電子錢包點數。該受贈之點數，可當作車資或是電子錢包來使用。

## 資料來源
1. ↑  ICカード乗車券の導入について （页面存档备份，存于）、名古屋鉄道、2006年2月13日
2. 1 2 3  ICカード《manaca》の概要〜当社の展開構想〜 （页面存档备份，存于） 名古屋鉄道、2010年4月22日
3. 1 2  ICカード乗車券の名称とデザインを決定しました （页面存档备份，存于）、名古屋鉄道、2010年4月16日
4. ↑  ICカード乗車券の名称とデザインを決定しました （页面存档备份，存于）、名古屋市交通局、2010年4月16日
5. ↑  . 名古屋鉄道. 2010-11-11  [2015-01-24]. （原始内容存档于2010-11-16）.
6. ↑  .   [2020-09-20]. （原始内容存档于2018-08-31）.
7. ↑  . www.meitetsu-toubukoutsu.com.   [2025-05-17].
8. ↑   (PDF). 愛知県知立市.   [2020年9月17日]. （原始内容 (PDF)存档于2020年9月16日）.
9. ↑  クレジットカードによるお支払いについて （页面存档备份，存于） 名鉄海上観光船。
10. 1 2  . 知多乗合株式会社.   [2022-01-28]. （原始内容存档于2022-02-16）.
11. ↑  . 大府市. 2023-03-14  [2023-03-19]. （原始内容存档于2023-03-06）.
12. ↑   (PDF). 東海市. 2023-03-20  [2023-04-02]. （原始内容存档 (PDF)于2024-02-17）.
13. ↑  . 北國新聞. 2022-10-17  [2022-10-17]. （原始内容存档于2022-10-31）.
14. ↑  . 北陸鉄道株式会社.   [2022-10-17]. （原始内容存档于2024-02-23）.
15. ↑  . 北陸鉄道株式会社.   [2022-10-17]. （原始内容存档于2024-03-14）.
16. ↑  . 北陸鉄道株式会社.   [2022-10-17]. （原始内容存档于2024-05-16）.
17. ↑  . 名鉄東部交通. 2023-10-27  [2023-11-05]. （原始内容存档于2023-11-05）.
18. ↑  . 名鉄東部交通. 2024-01-17  [2024-01-18]. （原始内容存档于2024-01-18）.
19. ↑  . 岐阜バス.   [2025-05-17] （日语）.
20. ↑  豊橋市役所. . /豊橋市.   [2025-05-17] （日语）.
21. ↑  . 名古屋鉄道. 2011-12-22  [2015-01-24]. （原始内容存档于2012-01-20）.
22. ↑  . 北海道旅客鉄道株式会社、PASMO協議会、東日本旅客鉄道株式会社、名古屋市交通局、名古屋鉄道株式会社、東海旅客鉄道株式会社、スルッとKANSAI協議会、西日本旅客鉄道株式会社、福岡市交通局、西日本鉄道株式会社、九州旅客鉄道株式会社. 2012-12-18  [2012-12-20].[]
23. ↑  あおなみ線及びゆとりーとラインにおけるSuicaとの相互利用サービスについてPDF manaca公式ウェブサイト、2012年12月18日
24. ↑   (PDF) (新闻稿). 名古屋ガイドウェイバス株式会社.   [2016-02-01]. （原始内容存档 (PDF)于2016-02-07）.
25. ↑   (PDF) (新闻稿). 名古屋臨海高速鉄道株式会社.   [2016-02-01]. （原始内容存档 (PDF)于2020-10-30）.
26. ↑   (PDF) (新闻稿). 愛知高速交通. 2015-05-29  [2015-05-30]. （原始内容存档 (PDF)于2015-05-29）.
27. ↑   (PDF). 愛知高速交通株式会社. 2016-01-31  [2016-01-29]. （原始内容 (PDF)存档于2017-03-31）. (PDF). 愛知高速交通株式会社. 2016-01-31  [2016-01-29]. （原始内容 (PDF)存档于2016-02-07）.
28. ↑   (PDF) (新闻稿). 愛知環状鉄道. 2018-12-12  [2018-12-13]. （原始内容 (PDF)存档于2019-06-02）.
29. ↑  「列島1枚で「ピッ」 交通IC10種 23日から相互利用」 - 中日新聞2013年3月17日付
30. 1 2   (PDF). 岐阜乗合自動車.   [2021-06-19]. （原始内容存档 (PDF)于2023-04-22）.
31. ↑  . 岐阜乗合自動車.   [2019年4月24日]. （原始内容存档于2019年12月30日）.
32. ↑  . 岐阜乗合自動車.   [2021-06-19]. （原始内容存档于2023-09-27）.
33. ↑  「岐阜バスＩＣ乗車券「ａｙｕｃａ」だけ...なぜ？」 - 岐阜新聞2020年9月13日付
34. ↑  . 中日新聞Web.   [2022-12-10]. （原始内容存档于2022-12-16） （日语）.
35. ↑  . 岐阜バス　２４年春から交通系ＩＣ「ｍａｎａｃａ」いよいよ導入　全国のＩＣカードも | 岐阜新聞Web.   [2022-12-11]. （原始内容存档于2023-05-19） （日语）.
36. ↑   (PDF). 豊橋市: 27.   [2023-02-18]. （原始内容存档 (PDF)于2023-07-31）.
37. ↑  . 知多乗合株式会社.   [2022-01-28]. （原始内容存档于2022-02-16）.
38. ↑  以名鐵電車為例，回饋率為使用金額之0至14%。
39. 1 2  ～電車とバス、お買い物もお得に! ICカード「manaca」のマイレージポイントサービスおよび電子マネーポイントサービスの内容がまとまる （页面存档备份，存于） 名古屋鉄道、2010年11月18日
40. ↑  IC乗車券でマイレージ制 名古屋の地下鉄・バス、10年度から （页面存档备份，存于） 中日新聞、2008年11月14日
41. 1 2 3  本內容是根據平成23（2011）年1月所發行之『manaca快速上手指南』。
42. ↑  名古屋市交通局がIC乗車券導入 電子マネー対応、11年初頭から （页面存档备份，存于） 中日新聞、2009年3月25日
43. ↑  名鉄グループ新・中期経営計画PDF 名古屋鉄道、2009年3月24日
44. ↑  愛知県内のサークルKとサンクスでICカード「manaca」がご利用いただけます。～約1,040店舗へ 2011年春より導入～ （页面存档备份，存于） 名古屋鉄道、2010年10月12日
45. ↑  名鉄manacaポイントサービス「たまルン」 （页面存档备份，存于） 名鉄manacaと「たまルン」の公式サイト

## 外部連結
- manaca官方網站 （页面存档备份，存于）
- manaca （页面存档备份，存于） 名古屋市交通局
- 名鐵manaca與Tamarun （页面存档备份，存于） 名古屋鐵道